# Seriate
Seriate es una localidad y comune italiana de la provincia de Bérgamo, región de Lombardía, con 25.130 habitantes.
Uno de los emblemas de este país es el delgado campanario de la iglesia madre del San Redentor. 

## Evolución demográfica
| Gráfica de evolución demográfica de Seriate entre 1861 y 2001 |
|                                                               |
| Fuente ISTAT - elaboración gráfica de Wikipedia               |